# Monvalle
Monvalle est une commune italienne de la province de Varèse dans la région Lombardie en Italie.

## Toponyme
Provient de monte : montagne et valle : vallée.

## Géographie
Monvalle est situé le long de la route provinciale 69 qui longe le Lac Majeur et relie Sesto Calende à Luino.
Le territoire communal est composé du centre de Monvalle et de la fraction de Turro.  
Des points spécifiques sont :
- la zone donnant sur le lac, appelée Monvallina
- le port naturel, appelé Cantone
- la colline, appelée Ronco.

La localité est distante de 20 km du chef-lieu de Varèse. Elle est traversée par la rivière Monvallina, appelée Viganella à sa source à Orino. La rivière se jette ici dans le Lac Majeur. La commune compte 4,3 km de voies provinciales et 15 km de voies communales.

## Histoire
La première description de Monvallo (composé de Monte: montagne et Valle:vallée) est contenue dans une donation de l'an 1042 par l'archevêque de Milan Ariberto d'Intimiano à l'ordre des Decumani. 
Elle offre l'image d'un territoire déjà établi de manière stable sous forme de castrum (endroit fortifié), avec tour et chapelle, champs cultivés, potagers, vignes, oliviers, castagneti et un droit de pêche. Dans les documents historiques du XIIIe siècle, on peut déduire que trois autels existaient dans ce territoire : saints Cosma et Damiano et Saint Stefano à Monvalle, saint Nazaro et Celso à Turro.
La paroisse fut constituée fin du XVe et le premier registre de baptêmes commença en 1564.  
En 1574, l'église de saint Stefano devint église paroissiale à l'occasion de la visite pastorale de Saint Charles Borromée.
Dans le Status Animarus de 1578 apparaît une population de 182 âmes dont 40 gens à Turro.
En 1603, un document de la main de Fra Paolo Morigia dans Historia del Verbano décrit Monvalle, Turro et Cantone.
L'activité principale y fut la pêche et l'agriculture jusqu'à la fin du XVIIIe.
Le blason de la commune fut inventé en 1928 par la spécialiste milanaise Caterina Santoro.
Les trois anneaux y symbolisent les familles Sforza, Visconti et Borromée qui, désunies, se réunirent par des mariages.

## Administration
| Période                                  | Période  | Identité        | Étiquette | Qualité    |
| ---------------------------------------- | -------- | --------------- | --------- | ---------- |
| 06/2004                                  | 06/2009  | Silvio Riva     |           |            |
| 06/2009                                  | En cours | Franco Oregioni |           | Architecte |
| Les données manquantes sont à compléter. |          |                 |           |            |

### Hameaux
Lido di Monvalle, Turro, Monvallina, Sassello, Bosco Grande, Piano Superiore, Piano Inferiore, Cantone

### Communes limitrophes
|           | Leggiuno, Sangiano | Caravate |
| Belgirate | Monvalle           | Besozzo  |
|           | Brebbia            | Besozzo  |